# Assassinats de George Moscone et d'Harvey Milk
Les assassinats de George Moscone et d'Harvey Milk ont eu lieu le 27 novembre 1978. 
George Moscone, maire de San Francisco, et Harvey Milk, superviseur de la ville sont tués par balle à l'hôtel de ville de San Francisco par Dan White, un ancien superviseur de la ville. White était en colère par le fait que Moscone ait refusé sa demande de le reconduire à son siège au Conseil des superviseurs de San Francisco dont il venait de démissionner, et le fait que Milk avait fortement fait pression contre sa reconduction.
Le double assassinat est à l'origine des émeutes de la Nuit White le 21 mai 1979, provoquées par la condamnation de l'assassin, jugée trop clémente.

## Contexte

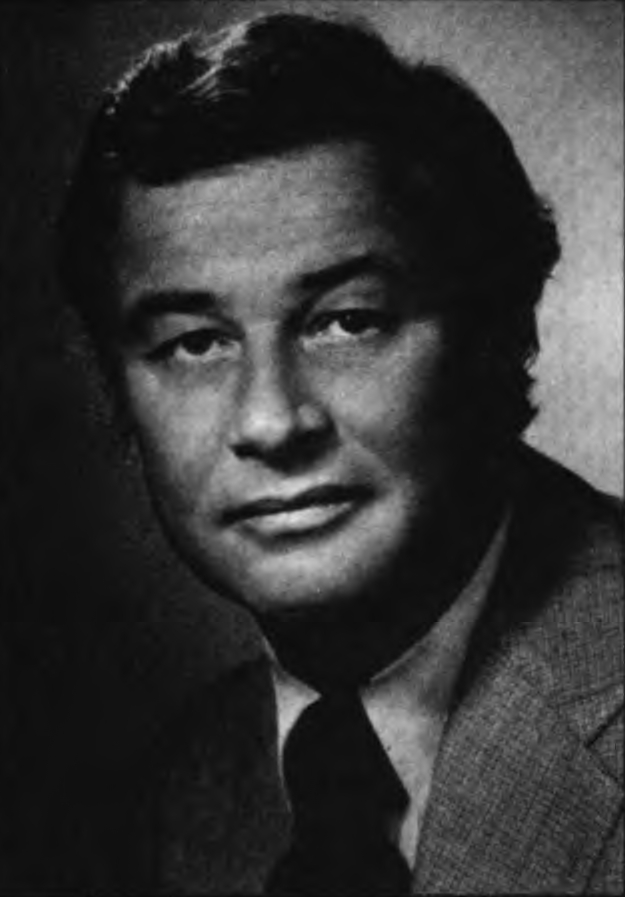
George Moscone en 1975.

En 1977, le maire de San Francisco George Moscone, le procureur du distric Joseph Freitas et le chef du San Francisco Police Department Richard Hongisto, résistent sans grande difficulté à une élection pour leur recall imposée par leur adversaire John Barbagelata. Cette année est également marquée par le passage à un système d'élection par district. Parmi les nouveaux élus au conseil des superviseurs, on compte notamment Harvey Milk, le premier superviseur ouvertement gay, l'avocate et mère célibataire Carol Ruth Silver, le sino-américain Gordon Lau et le très conservateur Dan White, pompier et ancien policier. Milk, Silver et Lau, ainsi que John Molinari et Robert Gonzales forment une alliance avec le maire Moscone, tandis que Dan White, Dianne Feinstein, Quentin Kopp, Ella Hill Hutch, Lee Dolson, et Ron Pelosi forment une coalition d'opposition informelle. Feinstein est élue présidente du conseil des superviseurs par un vote de 6 contre 5 devant Lau, soutenu par les supporters de Moscone. À l'époque, nombre d'observateurs estiment que Feinstein, ayant déjà subi deux défaites aux élections pour le poste de maire, soutiendrait la candidature de Kopp avant de se retirer de la vie politique.

Harvey Milk en 1978.

Dès le début de son mandat, Dan White est forcé de quitter son poste de pompier de San Francisco pour se conformer à une règle dans la charte municipale empêchant quiconque d'avoir deux emplois municipaux. Les débats au sein du conseil sont parfois acrimonieux, et White échange souvent des mots avec Milk et Silver. Nombre des objectifs du maire pour revitaliser certains quartiers et augmenter le soutien financier pour certains programmes sont défaits en faveur des intérêts commerciaux et entrepreneuriaux soutenus par la majorité conservatrice (« conservatrice » a ici un sens tout particulier, les conservateurs san-franciscains étant traditionnellement plus modérés que nombre de leurs homologues au niveau national). La rivalité entre Harvey Milk et Dan White s'aggrave, à tel point que White sera le seul à voter contre l'arrêt historique établissant des droits pour les homosexuels, signé par le maire Moscone en 1978.
Faisant face aux difficultés entrepreneuriales de son restaurant et aux critiques concernant son rôle de superviseur, White, affirmant que son salaire annuel de 9 600 dollars n'est pas suffisant pour subvenir aux besoins de sa famille, démissionne soudainement le 10 novembre 1978, soit dix mois après avoir prêté serment,. Immédiatement, de nombreux groupes d'intérêts économiques qui comptaient sur la présence de White à la mairie font pression sur lui pour qu'il demande le retour de sa lettre de démission, mais lorsqu'il fait sa requête, il apprend que sa démission est d'ores et déjà effective. En effet, après un examen plus approfondi et l'intervention — voire la pression — d'autres superviseurs dont Milk convainquent Moscone de nommer quelqu'un de plus « conforme » à la diversité ethnique croissante du district représenté par White et aux tendances libérales du Conseil des superviseurs, afin de ne pas entraver les objectifs progressistes du maire et de ses alliés. Ce débat est cependant vite éclipsé le 18 novembre 1978 par l'annonce du suicide collectif de plus de 900 membres de la secte du Temple du Peuple du révérend Jim Jones, dans une commune de Jonestown, au Guyana, où la secte avait déménagé de San Francisco. Il apparaît également que des membres du Temple ont assassiné Leo Ryan, un membre san-franciscain du Congrès, dépêché sur place pour enquêter sur des accusations de pratiques inhumaines au sein de la commune. Trois journalistes et un membre du Temple qui voulait quitter Jonestown ont également été tués. La plupart des victimes sont originaires de San Francisco et ses environs, plongeant la région dans un climat de deuil. Le représentant de la Californie au Congrès, Leo Ryan est à Jonestown pour vérifier l'état de la communauté, lorsqu'il est assassiné par balles sur une piste d'atterrissage alors qu'il tente d'échapper à la situation tendue,. Dan White se plaint alors ouvertement : « Vous voyez ça ? Un jour, je suis à la une et le lendemain, je suis tout de suite [éclipsé des médias] ». Après avoir assisté aux funérailles de son ami Leo Ryan, Moscone décide de nommer Don Horanzy, un haut fonctionnaire du logement au niveau fédéral et dont les idées sont proches des siennes, afin de pourvoir le poste dont White a démissionné. White apprend la nomination par un reporter de CBS.

## Déroulement des faits et hommages

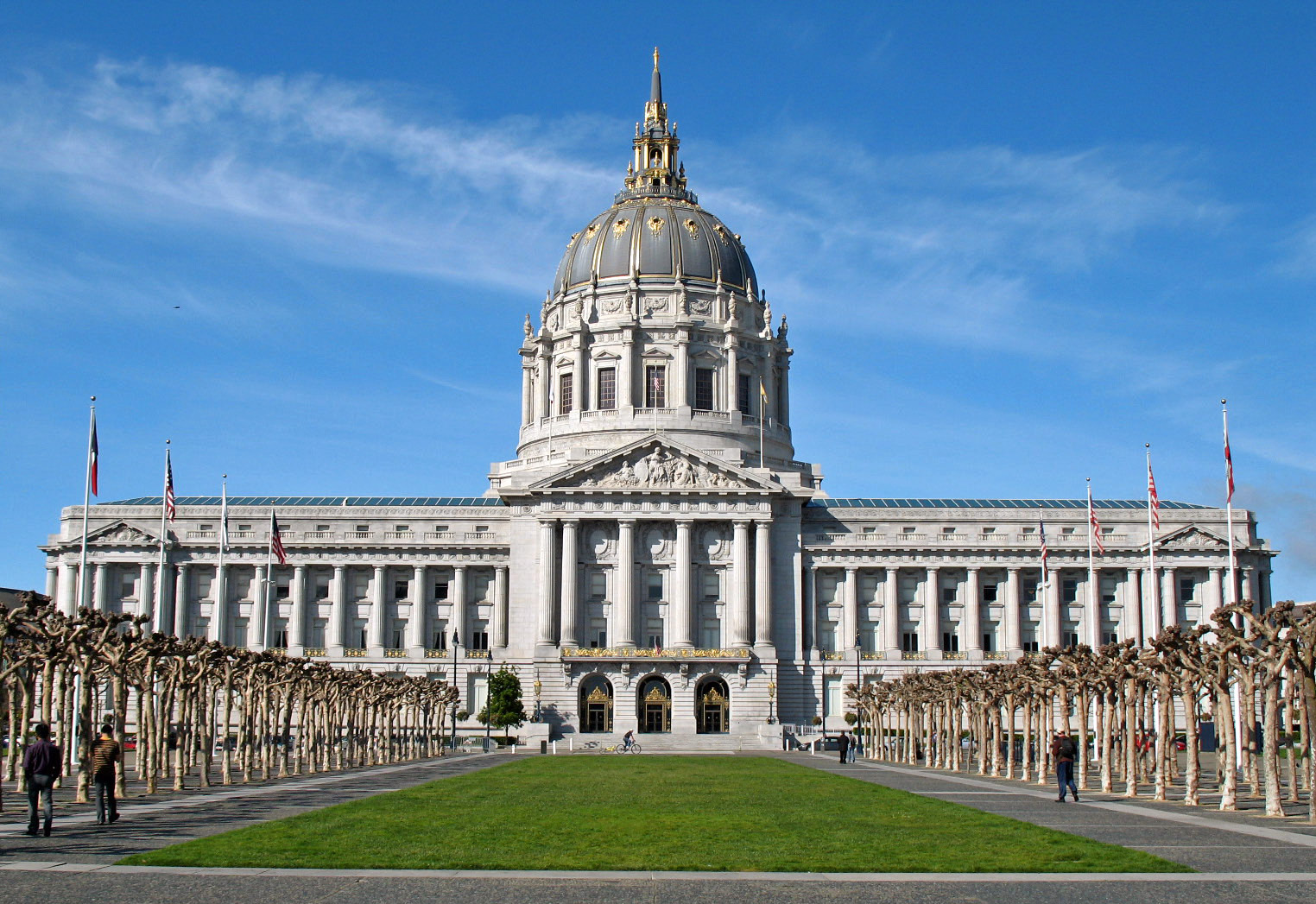
L’hôtel de ville de San Francisco, où les deux meurtres ont eu lieu. L'immeuble a eu des importants dégâts pendant les émeutes de 1979.

Moscone prévoit d'annoncer le remplacement de White le 27 novembre 1978. Une demi-heure avant la conférence de presse, White évite les portiques de détection de métaux nouvellement installés en entrant dans l'hôtel de ville par une fenêtre du sous-sol et se rend au bureau de Moscone, où des témoins entendent une dispute suivie de coups de feu. White tire sur Moscone dans l'épaule et la poitrine, puis deux fois dans la tête. White s'est ensuite rapidement rendu à son ancien bureau, rechargeant son ancien revolver de service S&W Model 36 avec des balles à pointe creuse plus meurtrières en cours de route, et trouve un prétexte pour demander une entrevue en privé avec Milk avec lequel il s'opposait régulièrement. Dianne Feinstein, qui a croisé White dans un couloir juste auparavant, entend des coups de feu et appelle la police, avant de découvrir Milk face contre terre, touché à cinq reprises, dont deux dans la tête,. White quitte ensuite la mairie et, dans l'heure suivant le double meurtre, appelle sa femme d'un restaurant voisin. Elle le rencontre par la suite dans une église pour organiser sa reddition à la police.
Peu de temps après, Feinstein annonce à la presse : « Aujourd'hui, San Francisco a vécu une double tragédie de proportions immenses. En tant que présidente du conseil des superviseurs, il est de mon devoir de vous informer que le maire Moscone et le superviseur Harvey Milk ont été tués par balle et que le suspect est le superviseur Dan White ». Milk avait 48 ans et Moscone 49 ans. De nombreuses personnes laissent des fleurs sur les marches de l'hôtel de ville et ce soir-là, 25 000 à 40 000 personnes forment une marche spontanée de Castro Street à l'hôtel de ville. Le lendemain, les corps de Moscone et de Milk sont amenés à la rotonde de l'hôtel de ville où les personnes en deuil peuvent lui rendre hommage. Six mille personnes assistent à un service pour le maire Moscone à la cathédrale Sainte-Marie. Deux commémorations ont lieu pour Milk : une au temple juif Emanu-El et une au San Francisco War Memorial Opera House.

## «Une ville à l'agonie»

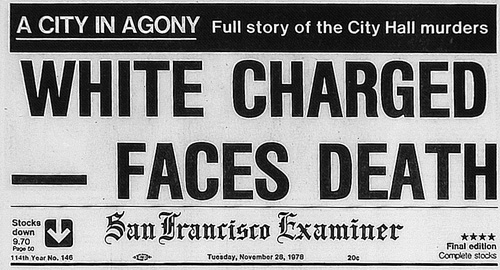
Partie supérieure de la première page du San Francisco Examiner du 28 novembre 1978, annonçant que Dan White est accusé de meurtre au premier degré et passible de la peine de mort.

À la suite du suicide collectif de Jonestown, Moscone avait renforcé la sécurité à l'hôtel de ville de San Francisco. Les survivants de la secte racontent des exercices de préparation au suicide que Jones avait appelés les « Nuits blanches » (White Nights). Les rumeurs sur les meurtres de Moscone et Milk sont alimentées par la coïncidence du nom de Dan White et ces préparatifs. Un procureur de district qualifie la proximité des deux évènements « d'incompréhensibles », mais nie tout lien. Le gouverneur Jerry Brown ordonne que tous les drapeaux de Californie soient mis en berne et qualifie Milk de « superviseur travailleur et dévoué, un chef de file de la communauté gay de San Francisco, qui a tenu sa promesse de représenter tous ses électeurs ». Le président Jimmy Carter exprime son choc face aux deux meurtres et fait part de ses condoléances. Le président de l'Assemblée de l'État de Californie, Leo T. McCarthy, les qualifie lui de « tragédie insensée ». La phrase « Une ville à l'agonie » (A City in Agony) fait la une du San Francisco Examiner le lendemain des meurtres et, à l'intérieur du journal, les histoires des assassinats sous le titre de « Lundi noir » (Black Monday) sont imprimées dos à dos. De plus, l'éditorial décrit « Une ville avec plus de tristesse et de désespoir dans son cœur que n'importe quelle ville devrait avoir à supporter » et poursuit en demandant comment de telles tragédies peuvent se produire, en particulier pour « des hommes d'une telle chaleur et vision [et] de grandes énergies ». Dan White est inculpé de deux chefs de meurtre et est détenu sans caution, tout en étant passible de la peine de mort en raison de l'adoption récente d'une proposition à l'échelle de l'État qui autorise la mort ou la prison à vie pour le meurtre d'un fonctionnaire ou d'un représentant public. Une analyse des mois entourant les meurtres nomme les années 1978 et 1979 « [d']années les plus émotionnellement dévastatrices de l'histoire [fabuleuse] […] de San Francisco ».
White, 32 ans, vétéran de la guerre du Viêt Nam, avait travaillé sur une politique de lutte contre la criminalité dans son district. Des collègues le décrit comme un bon garçon qui a de la réussite. Il devait d'ailleurs recevoir un prix la semaine suivante pour avoir sauvé une femme et un enfant d'un immeuble en feu lorsqu'il était pompier en 1977. Bien qu'il ait été le seul superviseur à voter contre l'ordonnance sur les droits des homosexuels de Milk plus tôt cette année-là, il avait été cité comme disant : « Je respecte les droits de tous, y compris les homosexuels ». Milk et White s'entendaient bien au début. L'un des assistants politiques de White — qui était gay — s'est souvenu : « Dan avait plus en commun avec Harvey qu'il n'en avait avec n'importe qui d'autre au conseil […] ». White avait voté pour soutenir un centre pour personnes âgées homosexuelles et pour honorer le travail et l'anniversaire des pionnières Del Martin et Phyllis Lyon.
Après le vote de Milk pour la création d'un établissement de santé mentale dans le district de White, cependant, White refuse de parler avec Milk et ne communique qu'avec un seul des assistants de Milk. D'autres connaissances se souviennent de White comme très intense. « Il était impulsif … C'était un homme extrêmement compétitif, de manière obsessionnelle … Je pense qu'il ne pouvait pas supporter la défaite », déclare aux journalistes le chef adjoint des pompiers de San Francisco. Le premier directeur de campagne de White démissionne au milieu de la campagne et déclare à un journaliste que White est un égoïste et qu'il est clair qu'il est anti-gay, bien qu'il le nie dans la presse. Les associés et les partisans de White le décrivent « comme un homme avec un tempérament pugiliste et une capacité impressionnante à nourrir une rancune ». L'assistant qui s'était occupé des communications entre White et Milk se souvient lui : « En lui parlant, j'ai réalisé qu'il considérait Harvey Milk et George Moscone comme représentant tout ce qui n'allait pas dans le monde ».

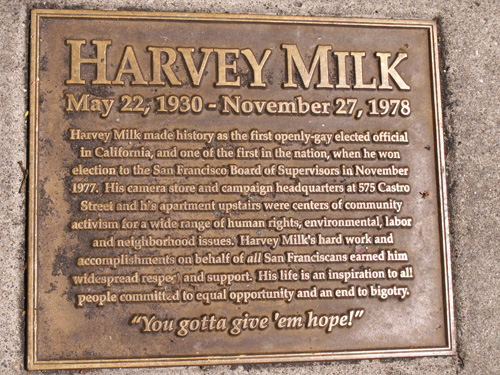
La plaque commémorative de bronze couvrant les cendres de Milk devant le 575 Castro Street. Il y est notamment écrit : Le magasin d'appareils photographiques [d' Harvey Milk] et le siège de la campagne au 575 Castro street et son appartement à l'étage étaient des centres d'activisme communautaire pour un large éventail de problèmes liés aux droits de l'homme, à l'environnement, au travail et au quartier. Le travail acharné d'Harvey Milk et les réalisations de Milk au nom de tous les San Franciscains lui ont valu un respect et un soutien généralisés. Sa vie est une inspiration pour toutes les personnes engagées en faveur de l'égalité des chances et de la fin du sectarisme.

Lorsque les amis de Milk cherchent dans son placard un costume pour son cercueil, ils constatent à quel point il avait été affecté par la récente baisse de ses revenus en tant que superviseur. Tous ses vêtements se détachent et toutes ses chaussettes ont des trous. Ses restes sont incinérés et ses cendres divisées. Ses amis les plus proches dispersent la plupart des cendres dans la baie de San Francisco. D'autres cendres sont encapsulées et enterrées sous le trottoir devant le 575 Castro Street, où se trouvait Castro Camera. Il y a un mémorial pour Milk au columbarium de San Francisco. Harry Britt (en), l'une des quatre personnes que Milk voyait, sur ses bandes enregistrées, comme un remplaçant acceptable s'il était assassiné, est choisi pour occuper ce poste par la maire par intérim de la ville, Dianne Feinstein[réf. nécessaire].

## Procès
L'arrestation et le procès de Dan White fait sensation et illustre les vives tensions entre la population libérale et la police de la ville. La police de San Francisco est principalement composée de descendants irlandais issus de la classe ouvrière qui n'aiment pas du tout l'immigration gay croissante ainsi que la direction libérale du gouvernement de la ville. Après que White se rende et passe aux aveux, lorsqu'il est dans sa cellule, ses anciens collègues des forces de police racontent des blagues sur Harvey Milk. Des policiers portent ouvertement des t-shirts « Free Dan White » dans les jours qui suivent le meurtre. Un sous-shérif de San Francisco déclare plus tard : « Plus j'observais ce qui se passait à la prison, plus je commençais à cesser de voir ce que Dan White faisait comme l'acte d'un individu et commençais à le voir comme un acte politique dans un mouvement politique ». White ne montre aucun remords pour ses actions et ne fait preuve de vulnérabilité que lors d'un appel de huit minutes à sa mère depuis la prison.
Le jury du procès de White est composé de San Franciscains blancs de la classe moyenne, majoritairement catholiques ; les homosexuels et les minorités ethniques ayant été exclus de la liste des jurés. Certains membres du jury pleurent en entendant les aveux enregistrés en larmes de White, à la fin desquels l'interrogateur remercie White pour son honnêteté. L'avocat de la défense de White, Doug Schmidt, fait valoir que son client n'était pas responsable de ses actes en utilisant la défense juridique connue sous le nom de responsabilité diminuée : « Des gens bien […] avec de bons antécédents […] ne tuent tout simplement pas […] de sang-froid ». Schmidt essaye de prouver que l'état mental angoissé et le comportement irrationnel de White étaient le fruit d'une manipulation menées par les hommes politiques de la mairie qui l'avaient constamment déçu, promettant finalement de lui rendre son travail pour le refuser à nouveau. Schmidt déclare que la détérioration mentale et l'état dépressif de White avaient été démontrés et exacerbés par sa frénésie de « malbouffe » la nuit précédant les meurtres, car il avait changé ses habitudes alimentaires alors qu'il était généralement connu être soucieux de sa santé. Les journaux de la région l'ont rapidement surnommé la « défense du Twinkie » en référence avec une gourmandise sucrée populaire aux États-Unis. White est acquitté de l'accusation de meurtre au premier degré (impliquant la préméditation) le 21 mai 1979, mais est reconnu coupable d'homicide volontaire des deux victimes, et il est condamné à sept ans et huit mois de prison. Avec la réduction de peine notamment liée à la bonne conduite, il pouvait donc être libéré dans cinq ans. White pleure en entendant le verdict.

## Émeutes de la Nuit White

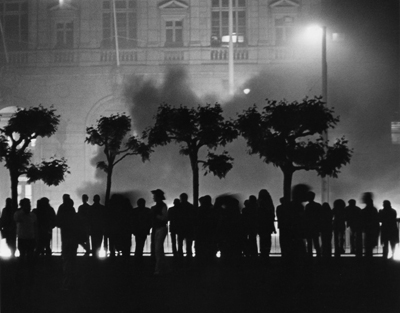
Des émeutiers à l'extérieur de l'hôtel de ville de San Francisco le 21 mai 1979, réagissant au verdict.

La maire par intérim Feinstein, la superviseure Carol Ruth Silver et le successeur de Milk, Harry Britt, condamnent la décision du jury. Lorsque le verdict est annoncé à la radio de la police, quelqu'un y chante la chanson irlandaise Danny Boy (en). La communauté gaie de San Francisco réagit violemment à l'annonce du verdict et une vague de personnes du district du Castro manifeste de nouveau jusqu'à l'hôtel de ville, scandant « Vengeance pour Harvey Milk » et « Il s'en est tiré avec un meurtre ». La pression s'intensifie rapidement lorsque des pierres sont lancées contre les portes d'entrée du bâtiment. Les amis et les assistants de Milk tentent d'apaiser la situation, mais la foule de plus de 3 000 personnes les ignore et met le feu à des voitures de police. Les manifestants poussent un distributeur de journaux en feu à travers les portes brisées de l'hôtel de ville, puis applaudissent alors que le feu prend de l'ampleur. L'un des émeutiers répondant à la question d'un journaliste sur les raisons pour lesquelles ils font des destructions : « Dites simplement aux gens que nous avons mangé trop de Twinkies. C'est pourquoi cela se produit ». Le chef de la police ordonne à la police de ne pas riposter, mais de tenir la position. Les émeutes de la Nuit White, comme elles ont été appelées, durent plusieurs heures.
Plus tard dans la soirée, plusieurs voitures de police remplies d'officiers en tenue anti-émeute arrivent à l'Elephant Walk Bar de Castro Street. Le proche d'Harvey Milk, Cleve Jones, et un journaliste du San Francisco Chronicle, Warren Hinckle, témoignent voir des agents faire irruption dans le bar et commencer à tabasser les clients au hasard. Après un échange musclé de quinze minutes, ils quittent le bar et en frappant les passants dans la rue. Certains dénoncent comme une « invasion » du quartier rose du Castro, tandis que d'autres au contraire y voient un laxisme de la part de la police n'ayant pas suffisamment protégé les biens et les personnes.
Après le verdict, le procureur de district Joseph Freitas fait face à une communauté gay furieuse pour s'expliquer. Le procureur admet avoir eu pitié de White avant le procès et avoir omis de demander à l'interrogateur qui avait enregistré les aveux de White — et qui était un ami d'enfance de White et de son entraîneur de l'équipe de softball de la police — ses préjugés et d'insister sur le soutien que White a reçu de la police. Il se justifie par sa volonté de ne pas embarrasser le détective devant sa famille au tribunal. Freitas n'a pas non plus remis en question l'état d'esprit de White ou son absence d'antécédents de maladie mentale, ni mis en évidence la politique de la ville, suggérant que la vengeance pourrait avoir été un motif. La superviseure Carol Ruth Silver déclare le dernier jour du procès que les relations entre White et Milk étaient inamicales, mais elle dû pour cela contacter le procureur et insister pour témoigner à la barre. C'est le seul témoignage que le jury entend au sujet de leur relation tendue. Freitas blâme plutôt le jury qui, selon lui, a été « [emporté] du fait de tout l'aspect émotionnel [du] procès ».

## Conséquences
Les meurtres de Milk et Moscone et le procès de White changent la politique de la ville et le système juridique californien. En 1980, San Francisco met fin aux élections des superviseurs de district, craignant qu'un conseil de supervision si divisé ne nuise à la ville et que ce point puisse être un des facteurs dans les assassinats. Un effort populaire pour rétablir les élections de district au milieu des années 1990 s'est avéré fructueux et la ville est revenue aux représentants du quartier en 2000. À la suite du procès de Dan White, les électeurs californiens modifient la loi pour réduire la probabilité d'acquittement des accusés qui savaient ce qu'ils faisaient mais affirment que leur capacité est affaiblie. La responsabilité diminuée est abolie en tant que moyen de défense contre une accusation, mais les tribunaux en acceptent la preuve lorsqu'ils décident d'incarcérer, de commettre ou de punir un accusé condamné. La « défense du Twinkie » reste célèbre dans les annales judiciaires américaine et est communément décrite comme un cas où un meurtrier échappe à la justice parce qu'il se gave de malbouffe, simplifiant le sens politique de White, ses relations avec George Moscone et Harvey Milk, et ce que le chroniqueur du San Francisco Chronicle Herb Cain décrit comme son « aversion pour les homosexuels ».
Dan White purge un peu plus de cinq ans pour le double homicide de Moscone et Milk et il est libéré de prison le 7 janvier 1984. La même année, des révélations subséquentes indiquent que White avaient d'autres cibles politiques comme la superviseure Carol Ruth Silver et le membre de l'Assemblée de l'État de Californie Willie Brown — futur maire de San Francisco en 1996 — mais qu'il ne put les assassiner. S'estimant « en mission », White a par cet aveu tardif confirmé la préméditation de son acte. Le 21 octobre 1985, White est retrouvé mort dans une voiture démarrée dans le garage de son ex-femme, s'étant suicidé par empoisonnement au monoxyde de carbone. Il avait 39 ans. Son avocat de la défense a déclaré aux journalistes qu'il avait été découragé par la perte de sa famille et la situation qu'il avait causée, ajoutant : « C'était un homme malade ».